# Schietsport op de Paralympische Zomerspelen 1988
Schietsport was een van de 18 sporten die werd beoefend tijdens de VIIIe Paralympische Spelen die in 1988 werden gehouden in het Zuid-Koreaanse Seoel. Vanaf dit jaar werden de Paralympische Zomerspelen weer in hetzelfde land als de Olympische Spelen gehouden.

## Evenementen
Er stonden bij het schieten 23 evenementen op het programma, 11 voor de mannen, 6 voor de vrouwen en 6 gemengde evenementen.
mannen
- Luchtpistool, 2-6
- Luchtpistool, zittend, LSH1
- Luchtpistool, staand, LSH2
- Luchtgeweer, 2 posities, met Aids 1A-1C
- Luchtgeweer, 3 posities, 2-6
- Luchtgeweer, geknield, 2-6
- Luchtgeweer, geknield, met Aids 1A-1C
- Luchtgeweer, liggend, met Aids 1A-1C
- Luchtgeweer, zittend, LSH1
- Luchtgeweer, staand, 2-6
- Luchtgeweer, staand, LSH2

Vrouwen
- Luchtpistool, 2-6
- Luchtpistool, staand, LSH2
- Luchtgeweer, 3 posities, 2-6
- Luchtgeweer, geknield, 2-6
- Luchtgeweer, liggend, 2-6
- Luchtgeweer, staand, 2-6

Gemengd
- Luchtpistool, team - open
- Luchtpistool, 3 posities, team - 2-6
- Luchtgeweer, geknield, team - 2-6
- Luchtgeweer, liggend - 2-6
- Luchtgeweer, liggend, team - 2-6
- Luchtgeweer, staand, team - 2-6

## Mannen

### Luchtpistool
| Klasse | Onderdeel | Punten | land | Goud              | land | Zilver              | land | Brons                 |
| ------ | --------- | ------ | ---- | ----------------- | ---- | ------------------- | ---- | --------------------- |
| 2-6    |           | 562    | ITA  | Gabriele Celegato | AUT  | Hubert Aufschnaiter | FIN  | Aulis Rinne           |
| LSH1   | zittend   | 572    | KOR  | Jae Hwan Baek     | KOR  | Jung Don Lee        | NED  | Freed Hazewinkel      |
| LSH2   | staand    | 562    | KOR  | Young Soo Kang    | FRA  | Guy Dumarquez       | NED  | Jan van de Meerendonk |

### Luchtgeweer
| Klasse         | Onderdeel  | Punten | land | Goud            | land | Zilver        | land        | Brons                                  |
| -------------- | ---------- | ------ | ---- | --------------- | ---- | ------------- | ----------- | -------------------------------------- |
| met hulp 1A-1C | 2 posities | 795    | ITA  | Santo Mangano   | BEL  | Mario Dorigo  | CAN         | Adam Salamandyk                        |
| 2-6            | 3 posities | 1184   | SWE  | Anders Lundvall | FRG  | Franz Falke   | FRA NED FRG | Serge Pittard Eef Tammel Wolfgang Hess |
| 2-6            | geknield   | 397    | KOR  | Jung Hung Song  | FRG  | Franz Falke   | KOR         | Byung Joon Yu                          |
| met hulp 1A-1C | geknield   | 396    | ITA  | Santo Mangano   | BEL  | Mario Dorigo  | CAN         | Adam Salamandyk                        |
| met hulp 1A-1C | liggend    | 399    | ITA  | Santo Mangano   | BEL  | Mario Dorigo  | SWE         | Erling Fredriksson                     |
| LSH1           | zittend    | 581    | KOR  | Kyu Hyun Bae    | GBR  | Keith Morriss | FIN         | Kusti Korkeasalo                       |
| 2-6            | staand     | 395    | GBR  | Wolfgang Hess   | NED  | Eef Tammel    | SWE         | Anders Lundvall                        |
| LSH2           | staand     | 561    | KOR  | Jin Dong Jung   | ISR  | Doron Asher   | FIN         | Reino Landstedt                        |

## Vrouwen

### Luchtpistool
| Klasse | Onderdeel | Punten | land | Goud             | land | Zilver         | land | Brons                |
| ------ | --------- | ------ | ---- | ---------------- | ---- | -------------- | ---- | -------------------- |
| 2-6    |           | 370    | CHN  | Wei Zhang        | CAN  | Heather Kuttai | GBR  | Isabel Barr          |
| LSH2   | staand    | 374    | BEL  | Sonja Vettenburg | YUG  | Ruzica Aleksov | FRA  | Marie Therese Pichon |

### Luchtgeweer
| Klasse | Onderdeel  | Punten | land | Goud          | land | Zilver          | land | Brons          |
| ------ | ---------- | ------ | ---- | ------------- | ---- | --------------- | ---- | -------------- |
| 2-6    | 3 posities | 1171   | AUS  | Libby Kosmala | DEN  | Merita Pedersen | FRG  | Loraine Schulz |
| 2-6    | geknield   | 395    | AUS  | Libby Kosmala | ISR  | Ruth Keidar     | HKG  | Shui Mai Leung |
| 2-6    | liggend    | 395    | AUS  | Libby Kosmala | ITA  | Rita Pieri      | GBR  | Gill Middleton |
| 2-6    | staand     | 381    | GBR  | Deanna Coates | AUS  | Libby Kosmala   | GBR  | Gill Middleton |

## Gemengd
| Rank | Land      | Punten |
| ---- | --------- | ------ |
| 1    | Australië | 1653   |
| 2    | Canada    | 1630   |
| 3    | Frankrijk | 1625   |

| Rank | Land           | Punten |
| ---- | -------------- | ------ |
| 1    | West-Duitsland | 3524   |
| 2    | Zuid-Korea     | 3522   |
| 3    | Zweden         | 3522   |

| Rank | Land           | Punten |
| ---- | -------------- | ------ |
| 1    | Zuid-Korea     | 1186   |
| 2    | West-Duitsland | 1179   |
| 3    | Nederland      | 1174   |

| Rank | Land       | Punten |
| ---- | ---------- | ------ |
| 1    | Zweden     | 1190   |
| 2    | Zuid-Korea | 1187   |
| 3    | Frankrijk  | 1187   |

| \| Rank \| Land \| Punten \| \| ---- \| -------------- \| ------ \| \| 1 \| West-Duitsland \| 1164 \| \| 2 \| Nederland \| 1163 \| \| 3 \| Zweden \| 1161 \| |                |        |
| Rank | Land           | Punten |
| 1 | West-Duitsland | 1164   |
| 2 | Nederland      | 1163   |
| 3 | Zweden         | 1161   |

### Luchtgeweer
| Klasse | Onderdeel | Punten | land | Goud              | land | Zilver         | land | Brons           |
| ------ | --------- | ------ | ---- | ----------------- | ---- | -------------- | ---- | --------------- |
| 2-6    | liggend   | 398    | DEN  | Kazimierz Mechula | KOR  | Kwang Woon Cha | SWE  | Anders Lundvall |

Atletiek · Bankdrukken · Basketbal · Boogschieten · Boccia · CP-voetbal · Gewichtheffen · Goalball · Judo · Koersbal · Schermen · Schietsport · Snooker · Tafeltennis · Tennis · Volleybal · Wielersport · Zwemmen
Toronto 1976 ·
Arnhem 1980 ·
New York & Stoke Mandeville 1984 ·
Seoel 1988 ·
Barcelona 1992 ·
Atlanta 1996 ·
Sydney 2000 ·
Athene 2004 ·
Peking 2008 ·
Londen 2012 ·
Rio de Janeiro 2016 ·
Tokio 2020 ·
Parijs 2024 ·
Los Angeles 2028